# ピー・プロダクション
株式会社ピー・プロダクション（ピー・プロダクション）は、日本のテレビアニメ・テレビ番組・特殊映像の製作会社。通称「ピープロ」「Pプロ」。

## 概要
1960年代から1970年代にかけて、フジテレビで多くのアニメ・特撮番組を制作した。
テレビアニメの誕生以前に動画制作を主目的に始まった会社である。すべてにおいて代表の鷺巣富雄の個性を反映した会社で、鷺巣の映画・漫画人脈を生かしてその業務内容は多岐にわたり、テレビ番組制作だけでなく、映画・テレビ・舞台など映像作品全般の特殊効果映像の制作請負会社としての側面も強い。アニメ番組も実写特撮番組も同等に制作する、非常に稀有な会社だった。
手掛けた特撮作品の多くは、東映・東宝や円谷プロダクションなどが制作していた他の番組とは異なる独特の雰囲気を有しており、今なおカルト的な人気を誇っている。
「ピープロ」の命名は、山本常一による。映画に関連する英語の単語にPで始まるものが多いことに引っ掛けたもの。実際は、貧乏でいつもピーピーしてるから（社長談）でも良いらしい。
主要スタッフの一人の「しのだとみお」は、プロデューサーの篠原茂のペンネームである。篠原は、「鷺巣さんと私の名前を一緒にした、私のペンネームです」とコメントしている。
現在、会社は作曲家である息子の鷺巣詩郎が社長を引き継ぎ、作品管理はスターチャイルドの大月俊倫を経て、2017年よりスタジオカラーが行っている。

## 沿革
1960年（昭和35年）7月、漫画家うしおそうじこと鷺巣富雄が中心となり設立。動画合成機材を備え、日映科学、理研科学、新理研など短編・ドキュメンタリー映画会社の、線画、動画を製作。また大映映画のタイトル作成、特撮映画の合成を請け負う。
彫刻家の高山良策、山本常一、日本における合成作画の第一人者渡辺善夫らが発起人となり、山本は補佐役となった。アニメスタッフには、顧問に政岡憲三を招く。政岡は、実写の『マグマ大使』でも、精巧なアニメの合成作画を担当している。最盛期には50人を数える正社員がいた。
1960年（昭和35年）大映の超大作映画『釈迦』で37カットの動画合成を担当。完成試写では円谷英二も絶賛した。
1962年（昭和37年）、特撮テレビ番組『STOPシリーズ』を企画。東宝テレビ部を通し、フジテレビに持ち込むものの実現せず。
1964年（昭和39年）、フジテレビで『0戦はやと』を製作。これを皮切りにアニメ番組の自社制作を開始。『0戦はやと』の製作費は一本300万円だったという。
虫プロの『鉄腕アトム』も、2年を過ぎたこの頃になるとスタッフが飽きてサボタージュを始め、その処置に困った手塚はうしおに下請け製作を自ら依頼。第93話から第144話まで4クール分をピープロが制作した。ミニアニメーション『アトムの天気予報』の制作も請け負った。
同年、撮影スタッフに『大群獣ネズラ』の失敗に見切りをつけて大映を離れた小嶋伸介、田賀保らが参加する。
1965年（昭和40年）、特撮番組として『クラブ君の冒険』を企画、白黒パイロットフィルムを製作。この企画の権利を東急エージェンシーが強引に取得、プロデューサー上島一男は企画のカラー化と大橋史典の登用を要求。この後ろ盾で、企画は『マグマ大使』の実写化へと発展する。
1966年（昭和41年）、特撮テレビ番組『マグマ大使』を制作。『マグマ大使』は、円谷特技プロの『ウルトラマン』よりも2週間早く開始され、日本初の連続カラー特撮番組となり、両作品は空前の怪獣ブームを支える両輪となった。
同年、大阪電通からの依頼で、『ハリスの旋風』をテレビアニメ化。高視聴率を得、大人気作品となる。ピープロは以降、アニメ番組と特撮番組両方を手がけていく。
1967年（昭和42年）、東急エージェンシーの要請により『怪獣王子』の企画・特撮全般を担当。続く特撮新番組として『豹マン』、『ゴケミドロ』のパイロットフィルムを企画・制作。『豹マン』はフジテレビ側が『怪獣王子』の後番組として決定し、「週刊少年マガジン」誌で特集連載までされたものの、その後の局の編成事情で結局放映は実現されなかった。『ゴケミドロ』の企画は翌年、松竹で特撮映画『吸血鬼ゴケミドロ』として実現した。
1968年（昭和43年）、労働争議が起こり、第一スタジオを売却。失火により社屋を全焼する。以後、契約社員制を採る。自社製作の特撮作品は途絶えるものの、この時期、『時代活劇シリーズ 風』や、前述の映画『吸血鬼ゴケミドロ』といった他社作品の特撮を下請け製作する。
同年8月、映像企画の強化のため、「P・I・C（ピープロ・アイディア・センターの略称）」を設立。
1969年（昭和44年）、特撮ドラマ『俺は透明人間!』（白黒・13本）を製作するもお蔵入りとなり、翌年になって放送された。
1971年（昭和46年）1月2日、特撮テレビ番組『宇宙猿人ゴリ』を放映開始。人気作品となり、円谷プロの『帰ってきたウルトラマン』や東映の『仮面ライダー』に先駆け「変身ブーム」の立役者となった。
同年、ファンクラブ「怪獣友の会」を発足。機関紙や撮影会を運営しながら、1974年（昭和49年）まで続けられた。のちのビデオショップに繋がる試みである。
1972年（昭和47年）、特撮変身時代劇という、異色の作品『快傑ライオン丸』を製作。子ども達の間にチャンバラブームを再燃させる。また、怪獣アトラクションショーの企画・運営を行う。
1973年（昭和48年）、アトラクションショーに合わせ、タレント養成劇団「河童」を設立。（その後解散）
1975年（昭和50年）、『冒険ロックバット』終了後、テレビ企画が途絶える。事実上、今作がうしおそうじの携わった最後のテレビシリーズとなった。これ以降、営業内容をアトラクション運営などにシフトする。
1980年（昭和55年）、数年越しの企画を元に日仏合作のテレビ特撮『シルバージャガー』のパイロットフィルムを製作するも、実現せず。
1983年（昭和58年）、会社を仕切り直して事務所を世田谷から荻窪に移転。同所に「ビデオショップ　ピープロ」を開店（後述）。1989年、閉店。
2004年（平成16年）3月28日、うしおそうじ死去。
2006年（平成18年）、ライオン丸シリーズのリメイク版『ライオン丸G』を制作。
2010年（平成22年）、1974年制作の『電人ザボーガー』を35年ぶりに劇場用映画として復活させると発表。日活・キングレコード製作でピープロは企画・原作、監修（鷺巣詩郎）として参加。総製作費3億円をかけ、2011年秋公開。

## エピソード

### ピープロと『ビッグX』
1964年（昭和39年）、TBSからピープロに、手塚治虫原作の『ビッグX』制作の企画が持ち込まれた。当時で3000万円の支度金を用意するという、かなりの好条件でのオファーだったが、アニメ組合側が「『0戦はやと』との並行制作は無理」として反対し、実現しなかった。次に『ビッグX』の企画を持ち込まれた国際放映はこれを機に藤岡豊を中心に東京ムービーを設立している。
1966年（昭和41年）、ピープロは実写特撮ドラマ『マグマ大使』を制作するが、当初手塚治虫はうしおそうじ側に、実写化作品候補として『マグマ大使』と『ビッグX』を提示していた。

### 幻のカラーTVアニメ『宇宙船レッドシャーク』
1965年（昭和40年）、ピープロとTBSとの企画で横山光輝原作の『宇宙船レッドシャーク』のアニメパイロットフィルムがカラーで製作された。当初から海外セールスを前提にしたもので、アメリカでの放映の後、日本で放映する構想だった。放送が実現していれば、『ジャングル大帝』よりも早い連続カラーテレビアニメとなっていた。
1980年代に発売されたピープロ関連のビデオソフトには『クラブ君の冒険』『豹マン』『かみなりゴロッペ』等のパイロットフィルムの映像が収録されたものがあったが、本作の映像はビデオソフトに一切収録されていない。2002年のインタビューでは、うしお自身が本作に関して「この『レッドシャーク』は今ウチにないんだけどさ。」「ない。どっかへ、貸しちゃったんだな。」と話しており、フィルムが手元に無いことを明らかにしている。1978年発行の月刊OUT増刊「ランデヴー」第5号には、このパイロットフィルムを接写したフィルムストーリーが掲載されており、この時点ではフィルムが現存していたとみられる。

### ピープロ版『宇宙エース』
1966年（昭和41年）、タツノコプロの『宇宙エース』第1話が、アメリカの代理店からの依頼でピープロによってカラーリメイクされている。これもピープロの技術力を見込まれてのことだった。

### ピープロ版『ドラえもん』
1972年（昭和47年）、フジテレビ系列で『ドラえもん』のテレビ番組企画が持ち上がり、作者の藤子不二雄両人もピープロに訪れ「実写でやろう」と同意、ぬいぐるみの雛形まで制作されたという。うしおは奇しくも、ドラえもん役の声優に、ピープロ制作のアニメ『ハリスの旋風』で「石田国松」役を演じていた大山のぶ代を推していた。この企画がどの程度具体化し、どの時点で頓挫したかについては不明。

## 主な作品

### アニメ作品
- 0戦はやと（1964年、フジテレビ）
- 鉄腕アトム（1964年、フジテレビ）アニメーション下請け制作（後半の4クール）
- ハリスの旋風（1966年、フジテレビ）
- ドンキッコ（1967年、フジテレビ）
- ちびっこ怪獣ヤダモン（1968年、フジテレビ）実写合成を多用した作品
- サラリーマンミニミニ作戦（1970年、フジテレビ）人形アニメ。5分間帯番組
- われらサラリーマン党（1970年、フジテレビ）5分間帯番組
- パンダタオタオ物語（1982年）日中合作作品
- パンダ物語（1982年、テレビ東京）実写部分も担当
- 弘法大師一代記（1994年）鳴門大師会からの依頼による作品[1]

### 実写・特撮作品

#### テレビ
- マグマ大使（1966年、フジテレビ）
- 時代活劇シリーズ 風（1967年、TBS） - 特撮パート請け
- 神州天馬侠（1967年、朝日放送） - 特撮パート請け
- 怪獣王子（1967年、フジテレビ） - 特撮パート請け
- 俺は透明人間!（1970年、フジテレビ）
- 満点奥様（1970年頃、フジテレビ） - 5分間帯番組
- 宇宙猿人ゴリ（1971年、フジテレビ） - のち『宇宙猿人ゴリ対スペクトルマン』、『スペクトルマン』に改題。
- 快傑ライオン丸（1972年、フジテレビ）
- スターはつらつ（1972年、フジテレビ） - 5分間帯番組
- 風雲ライオン丸（1973年、フジテレビ）
- 鉄人タイガーセブン（1973年、フジテレビ）
- 電人ザボーガー（1974年、フジテレビ）
- くいしん坊!万才（1975年、フジテレビ） - 5分間帯番組。シリーズ初期のフィルム時代を担当。
- 冒険ロックバット（1975年、フジテレビ） - 5分間帯番組
- ライオン丸G（2006年、テレビ東京）

#### 映画
- セクシーサイン 好き好き好き（1960年、大映） - アニメ合成を担当
- 釈迦 （1961年、大映 ） - アニメ合成を担当
- キングコング対ゴジラ（1962年、東宝） - コング輸送作戦中の、自衛隊員のアニメ合成
- しとやかな獣（1962年、大映） - アニメ合成を担当
- 危ないことなら銭になる（1962年、大映） - アニメ合成を担当
- 鯨神（1962年、大映） - 作画合成を担当
- 人間（1962年、近代映画協会） - アニメ合成を担当
- 無法松の一生（1965年、大映） - アニメ合成を担当
- 怒濤一万浬（1966年、三船プロ） - スチールアニメーションによる特撮部分を担当
- 吸血鬼ゴケミドロ（1968年、松竹） - 企画および特撮パートを担当
- 電人ザボーガー（2011年） - 企画・原作を担当

他多数

#### その他
- 日劇レビュー 春の踊り - 特撮パートを担当
- 大阪万博 - アトラクション映像各種
- リボンちゃん - 後楽園ゆうえんちサークロラマ劇場で上映、キリンビール提供。

### パイロットフィルム

#### アニメ作品
- 0戦はやと 「奇襲」 - テレビシリーズ第1話として流用された。
- 宇宙船レッドシャーク（1965年） - 横山光輝の同名漫画のアニメ化。
- 宇宙エース（1966年） - カラー版パイロット。
- かみなりゴロッペ（1966年） - 板井れんたろうの漫画（うしおそうじ原作）のアニメ化[1]。
- ショージ君（1969年） - 東海林さだお原作漫画のアニメ化[1]。
- かのこちゃん（1976年） - うしおの代表作『おせんち小町』のアニメ化[1]。カラー。
- 野ざらし（1977年） - 春風亭柳好の落語のアニメ化[1]。カラー。
- 彦一とんち話（1979年）[1]

#### 実写作品
- クラブ君の冒険 「ストップガンの巻」（1965年） - 秋玲二原作。アニメーション部分は政岡憲三が担当した。モノクロ作品。主題歌2曲「クラブ君の冒険」（作詞：やなせたかし、作曲：橋場清）、「ロケット・ステッキの歌」（作詞：秋玲二、作曲：橋場清）も作られている。
- マグマ大使 「わたしがゴアだ」（1966年） - テレビシリーズとは異なり、マグマ大使を魚澄鉄也が素顔に金粉を塗って演じている。マグマ大使の登場シーンを差し替え、テレビシリーズ第1話として流用。
- 豹（ジャガー）マン 「豹マン誕生」（1967年）
- 豹（ひょう）マン（1967年）
- 宇宙猿人ゴリ - スペクトルマンのデザインがテレビシリーズとは全く異なる。
- ゴケミドロ（1967年） - 白黒。この企画が発展し、松竹映画『吸血鬼ゴケミドロ』が1968年に公開された[1]。
- シルバージャガー（1980年）

### 未制作企画
- STOPシリーズ（1962年） - 『トワイライト・ゾーン』や『アウター・リミッツ』を意識した1話完結形式のSFドラマ[4]。
- パーフェクターMM（1967年） - 東海テレビの依頼により企画された女性アクションもの[1]。『マグマ大使』の應蘭芳のスピンオフと想定されていた[4][1]。
- エレメントマン（1970年） - 固体・液体・気体に自在に変化できるエレメントマンを主人公とする実写企画[10]。うしおと親交のあったフジテレビ編成局長の武田信敬へ直接提出されたが、もっとわかりやすい勧善懲悪ものを要望され、『宇宙猿人ゴリ』の企画が制作された[10]。
- ドラえもん（1972年） - 上記参照。
- パーフェクターMM（1973年） - 上記同名企画の改訂版。設定の異なる2種類の企画書が存在する[1]。超能力を題材とし、一部は『鉄人タイガーセブン』へ引き継がれた[4][1]。主人公・滝川音彦の名前はうしおの別名として漫画『アインベーダー』の原作者名に用いられた[11]。
- キーマン（1979年） - テレビでの実写化を想定した企画。雑誌冒険王に小山田つとむによる漫画版が掲載され、スーツも完成していたが実現には至らなかった[1]。

## ビデオショップ・ピープロ
1983年、うしおは事務所を世田谷から荻窪駅前に移転、同所に「ビデオショップ　ピープロ」を開店させた。同店ではセルビデオの一般作品のソフト販売と共に、ピープロ作品のソフト販売、各種上映会、スチールの販売、機関紙発行などが行われた。1989年に閉店し、ピープロの事務所はうしおの自宅に移転した。

### オリジナルビデオソフト
ビデオショップ・ピープロでは過去のピープロ作品のビデオソフトを直販しており、店頭や上映会、特撮専門誌『宇宙船』誌上での通販等で販売された。
| タイトル                        | 価格    | 備考 |
| ------------------------------- | ------- | --- |
| 豹マン                          | 10000円 | 『豹マン』パイロットフィルムと『冒険ロックバット』5本を収録。 |
| シルバージャガー                | 10000円 | 『シルバージャガー』パイロットフィルムと『クラブ君の冒険』パイロットフィルムを収録。                                                                                |
| ちびっこ怪獣ヤダモン            | 12800円 | 第1話Aパート『ヤダモンの誕生』、第14回Aパート『チャンネルゼロの世界』、第1回Bパート『ぼくらのヤダモン』を収録。                                                     |
| 怪獣王子                        | 12800円 | |
| 宇宙猿人ゴリ パイロットフィルム | 8000円  | 未編集の撮影素材をそのまま収録した。 |
| メイキング・ゴケミドロ          | -       | 1984年5月に8000円で発売が予定されていたが、直前に松竹ビデオが『吸血鬼ゴケミドロ』のビデオソフトを発売した関係で特撮部分の映像使用が不可能となり、発売中止となった。 |
| 野ざらし                        | 5000円  | |

その後、『怪獣王子』はコロムビアビデオから、『シルバージャガー』と『豹マン』はSHOWAから新たに発売された。
また、当時のピープロでは、個人からの好きな作品・話数のリクエストを数万円で受注し、その話数のフィルムをテレシネして直接ビデオ販売する「ソフトオーダーメイド」と銘打ったサービスが行われており、『ハリスの旋風』、『ドンキッコ』、『ちびっこ怪獣ヤダモン』、『宇宙猿人ゴリ』パイロット版、『マグマ大使』パイロット版、『ピープログラフィティ』、『ピープロトレーラー』、『クラブ君の冒険』、『電人ザボーガー』、『冒険ロックバット』等が発注可能となっていた。